# سلامت (نشریه)
هفته نامه سلامت یک نشریه عمومی ایرانی دربارهٔ بهداشت و سلامت و پر تیراژترین هفته‌نامهٔ ایران است. این نشریه در اصل به عنوان روزنامه ثبت شده و فعلاً به صورت هفته نامه منتشر می‌شود.

## مشخصات
این نشریه از سال ۱۳۸۲ شمسی تاکنون منتشر شده‌است. سلامت جسمانی، روانی، اجتماعی، معنوی و بهداشت محیط و کار از حوزه‌هایی هستند که این نشریه به‌طور کامل پوشش می‌دهد. 550 شماره از این نشریه تا آذر سال 1394 منتشر شده‌است. انتقال مشخصات و مختصات شیوه زندگی سالم یکی از مهم‌ترین اهدافی است که مخاطبان نشریه سلامت از مطالعه این نشریه به آن دست می‌یابند.

## پایگاه اطلاع‌رسانی سلامتیران
سلامتیران، پایگاه اطلاع رسانی روزنامه (هفته نامه) سلامت، در روز اول شهریور ۱۳۸۲ (زادروز ابن سینا و روز پزشک) توسط موسسه فرهنگی ابن‌سینای بزرگ راه‌اندازی شد و امروز به یکی از به پربیننده‌ترین وب‌گاه‌های فارسی زبان در زمینه اطلاعات سلامت تبدیل شده‌است.